# Beverly Hills, 90210 (ścieżki dźwiękowe)
Poniżej znajdują się ścieżki dźwiękowe serialu Beverly Hills, 90210. Każdy soundtrack dotyczy innej serii serialu.

## Beverly Hills 90210: The Soundtrack →
Beverly Hills 90210: The Soundtrack – ścieżka dźwiękowa do trzeciej serii serialu telewizyjnego Beverly Hills, 90210, która została wydana w 1992 roku. Kolejne albumy ścieżki dźwiękowej zostały wydane w 1994 roku (Beverly Hills 90210: The College Years – pol. Beverly Hills 90210: Lata w college’u) i w 1996 roku (Beverly Hills 90210: Songs from the Peach Pit – pol. Beverly Hills 90210: Piosenki z Peach Pit).

### Lista piosenek
1. „Bend Time Back Around” – Paula Abdul (Elliot Wolff)
2. „Got 2 Have U” – Color Me Badd (Color Me Badd; Howard Thompson)
3. „The Right Kind of Love” – Jeremy Jordan (Lotti Golden; Robbie Nevil; Tommy Faragher)
4. „Love Is” – Vanessa Williams & Brian McKnight (John Keller; Tonio K.)
5. „Just Wanna Be Your Friend” – Puck & Natty (Amen, King Zen; Punk)
6. „Let Me Be Your Baby” – Geoffrey Williams (Geoffrey Williams; Pete Glenister)
7. „Saving Forever for You” – Shanice (Diane Warren)
8. „All the Way to Heaven” – Jody Watley (Diane Warren)
9. „Why” – Cathy Dennis (Cathy Dennis; Danny Poku)
10. „Time to Be Lovers” – Michael McDonald & Chaka Khan (K. Miller; Tom Snow)
11. „Action Speaks Louder than Words” – Tara Kemp (K. Miller; Tom Snow)
12. „Theme From Beverly Hills, 90210” – John Davis (Davis, John E.) – muzyka do czołówki serialu

Okładka tego soundtracku pochodzi z zasobów drugiej serii serialu, jednak ścieżka oficjalnie jest przywiązana do trzeciej serii. Kostiumy, które mają ubrani bohaterowie są takie same, jak kostiumy, które nosili w odcinku „U4EA” wyemitowanego 14 listopada 1991 w USA.

### Single
| #  | Title                    |
| -- | ------------------------ |
| 1. | „Saving Forever for You” |
| 2. | „Love Is”                |
| 3. | „The Right Kind Of Love” |

## Beverly Hills 90210: The College Years
Ścieżka dźwiękowa Beverly Hills 90210: Lata w college’u została wydana w 1994 roku, kiedy to właśnie emitowano piątą serię serialu. Dodatkowo ten album został wydany na kasetach jak i na CD. Na kasetach okładka przedstawia Shannen Doherty (Brenda Walsh), natomiast na okładce CD zamiast Shannen widnieje Tiffani Thiessen (Valerie Malone). Owa zmiana jest związana z tym, iż Shannen ostatni raz w serialu pojawia się w ostatnim odcinku czwartej serii. Na jej miejsca przyszła Tiffani, która grała w produkcji od piątego aż do dziewiątego sezonu.

### Lista piosenek
1. „Make It Right” – Lisa Stansfield
2. „Not One More Time” – Stacy Piersa
3. „Every Day of the Week” – Jade
4. „Not Enough Hours in the Night” – After 7
5. „S.O.S.” – Cathy Dennis
6. „No Intermission” – 5th Power
7. „Cantaloop (Flip Fantasia)” – Us3
8. „Moving on Up” – M People
9. „Touch My Light” – Big Mountain
10. „I'll Love You Anyway” – Aaron Neville
11. „What Your Love Means to Me” – Hi-Five
12. „Forever Yours” – Wendy Moten

Okładka tego soundtrack'u pochodzi z zasobów czwartej serii serialu, jednak ścieżka oficjalnie jest przywiązana do piątej serii. Kostiumy, które mają ubrane bohaterki są takie same, jak kostiumy, które nosiły w odcinku „Twenty Years Ago Today” wyemitowanego 27 października 1993 w USA.

## Beverly Hills 90210: Songs from the Peach Pit
Ścieżka dźwiękowa, której przetłumaczona polska nazwa brzmi: Beverly Hills 90210: Piosenki z Peach Pit zawiera muzykę, która często była puszczana w miejskim klubie – Peach Pit. Została wydana w 1996 roku.

### Lista piosenek
1. „Devil with a Blue Dress On & Good Golly Miss Molly” – Mitch Ryder & The Detroit Wheels
2. „You Really Got Me” – The Kinks
3. „Satisfaction” – Otis Redding
4. „Knock on Wood” – Eddie Floyd
5. „B-A-B-Y” – Carla Thomas
6. „The Beat Goes On” – Sonny & Cher
7. „How Can I Be Sure” – The Young Rascals
8. „Friday on My Mind” – The Easybeats
9. „Mony Mony” – Tommy James & The Shondells
10. „Pick Up the Pieces” – AWB
11. „What You Won't Do for Love” – Bobby Caldwell
12. „Slow Ride” – Foghat
13. „Strange Way” – Firefall
14. „Please Don't Go” – KC & The Sunshine Band
15. „Beverly Hills 90210” Theme – Original Sound Track - muzyka do czołówki serialu